# دنیس فورست
دنیس فورست (به انگلیسی: Denis Forest) (زاده ۵ سپتامبر ۱۹۶۰-درگذشته ۱۸ مارس ۲۰۰۲) بازیگر کانادایی بود.
از فیلم‌های معروف او می‌توان به بازی در پایان نفس‌گیر و آخرین ایستادگی در رودخانه صیبر اشاره کرد.